# 長住
長住（ながずみ）は、福岡県福岡市南区の町名。現行行政地名は長住一丁目から長住七丁目。郵便番号は811-1362。

## 地理
南区の北西に位置し、天神から約2.5km、博多駅から約3.0kmの距離である。中北部から北部にかけて長丘、北東部は寺塚及び柳河内、中東部から南東部にかけて皿山、南部は桧原地区、西部は西長住に接する。隣接する長丘が鴻巣山山腹の急傾斜地にあるのとは対照的に、なだらかな平地にあるため坂はほとんど無い。
長丘中学校の校区に含まれる。周辺の長丘、西長住にも「長住」を冠する店舗や建物がある。

### 長住団地
現在の長住団地の旧名称「長尾住宅団地」が地名の由来である。「長く住める街」をコンセプトにした高度経済成長期の計画的なニュータウンであったため、道路整備、大きな公園が多く、周辺には池もいくつかある。
商店街や銀行、郵便局、交番、小学校が街の中心部にあり、それを囲うように住宅地が広がっている。
長住団地は三丁目や四丁目に所在する。

### 地価
住宅地の地価は2015年（平成27年）1月1日の公示地価によれば長住2-8-4の地点で12万1000円/m2となっている。

## 歴史
- 1925年（大正14年） - 筑紫郡八幡村が福岡市と合併。
- 1929年（昭和4年） - 早良郡樋井川村が福岡市と合併、福岡市大字上長尾、下長尾、桧原となる。
- 1972年（昭和47年） - 福岡市が政令指定都市となり、当地区は福岡市南区となる。
- 1972年（昭和47年） - 住居表示実施に伴い大字上長尾・大字下長尾・大字野間・大字桧原の一部を分離、新地名が「長住」と命名される。

### 町域の変遷
| 住居表示実施後           | 実施年月日         | 住居表示実施前（各大字の一部）             |
| ------------------------ | ------------------ | ------------------------------------------ |
| 長住一丁目から長住七丁目 | 1972年（昭和47年） | 大字上長尾・大字下長尾・大字野間・大字桧原 |

## 交通

### 鉄道
長住には鉄道駅はなく、最寄りの西日本鉄道（西鉄）天神大牟田線高宮駅までは徒歩で30分程度かかる。

### バス
大池通りおよび市道長丘皿山線では西鉄が路線バスを運行しており、博多駅や天神などの福岡都心方面へは概ね毎時3本以上が運行されているほか、七隈・福岡大学方面や、藤崎・西新方面へも運行している。また、平成29年3月25日よりマリノアシティ福岡・能古渡船場方面のバスが土日祝のみ運行されていたが、2018年11月3日で休止となった。
かつては町域南東部に西鉄バスの営業所（長住営業所）があったが廃止され、跡地に西鉄グループのホームセンター「ダイクス長住店」が出店。2010年の閉店後には西鉄ストアレガネット南長住店になっている。

### 道路
北端の長住一丁目～三丁目と寺塚・長丘との境には東西に大池通り（福岡市道清水干隈線）が通り、東は野間方面、西は城南区の七隈方面に至る。
長住二・五・六丁目と三・四・七丁目の境の地区中央部には市道長丘皿山線が通っている。同道路は北部から中央部にかけては南北に通り、中央部から南部にかけてはカーブして北西から南東に向かって通っている。

## 校区
- 市立小学校の校区 - 地域により福岡市立の小学校の校区が分かれる。
  - 福岡市立長住小学校 - 一丁目、二丁目、三丁目33～35・44・45・53～65・70番、四丁目～七丁目
  - 福岡市立西長住小学校 - 三丁目1～7・10～25・30～32・40～42・46～52番
- 市立中学校の校区 - 福岡市立長丘中学校
- 県立高等学校（全日制普通科）の学区 - 福岡県第六学区。

## 施設
町域の中央部を通る市道長丘皿山線沿いには長住商店街という商店街が形成されている。長住商店街では、昼間には店舗の前の歩道で野菜や焼き芋などを売る露店が並び、地元の買い物客で賑わっている。福岡市内では長住の他に、早良区の西新商店街のリヤカー部隊の露店が有名である。
- 福岡市立長住小学校
- 長住幼稚園
- 福岡県警察・南警察署長住交番
- 福岡長住郵便局